# مارک الیس (بازیکن فوتبال، زاده۱۹۸۸)
مارک الیس (انگلیسی: Mark Ellis؛ زادهٔ ۳۰ سپتامبر ۱۹۸۸) بازیکن فوتبال اهل بریتانیا است.
از باشگاه‌هایی که در آن بازی کرده‌است می‌توان به باشگاه فوتبال کرو آلکساندرا، باشگاه فوتبال تورکی یونایتد، باشگاه فوتبال بولتون واندررز، باشگاه فوتبال کارلایل یونایتد، باشگاه فوتبال فارست گرین راورز، و باشگاه فوتبال شروزبری تاون اشاره کرد.